# بازرسان دامن‌پوش
بازرسان دامن‌پوش (انگلیسی: The Inspector Wears Skirts) یک فیلم کمدی اکشن محصول سال ۱۹۸۸ سینمای هنگ کنگ به کارگردانی ولسون چین است. این فیلم توسط چنگ کام فو نوشته شده و توسط جکی چان تهیه شده است. سیبل هو، سینتیا روتراک، کارا هوی، رجینا کنت، الن چان و الکس تو در این فیلم ایفای نقش می‌کنند. به طور مشترک با بسیاری دیگر از فیلم های هنگ کنگ، این فیلم نیز از ژانری به ژانر دیگر تغیر می‌کند.
این فیلم در ایالات متحده با نام تیم برتر و در فیلیپین زنان مجری منتشر شد.

## داستان
این فیلم حول گروهی متشکل از افسران پلیس زن می‌چرخد که باید با آزار و اذیت و عدم احترام همکاران مرد خود، مسائل شخصی و همچنین برخی مجرمان جدی مقابله کنند.

## ساخت
این فیلم از موفقیت مجموعه فیلم‌های دانشکده پلیس الهام گرفته شده است.

## شبکه خانگی
این فیلم در ۲۳ دسامبر ۲۰۲۳ در دیسک بلوری منتشر شد.

## دنباله‌ها
- بازرسان دامن‌پوش ۲ (۱۹۸۹)
- بازرسان دامن‌پوش ۳ (۱۹۹۰)
- بازرسان دامن‌پوش ۴ (۱۹۹۲)